# Apocerycta incommoda
Apocerycta incommoda är en insektsart som beskrevs av Brunner von Wattenwyl 1878. Apocerycta incommoda ingår i släktet Apocerycta och familjen vårtbitare. Inga underarter finns listade i Catalogue of Life.